# Aloe andongensis
Алое andongensis (укр. Алое андонгензис, Алое андонзьке) — сукулентна рослина роду алое.

## Етимологія
Видова назва походить від місця зростання — регіон Пундо-Андонго в Анголі.

## Місця зростання
Цей вид алое обмежений у своєму поширенні в регіоні Пундо-Андонго у провінції Північна Кванза в Анголі. Росте на обривистих скелястих місцях на висоті 1050–1525 м над рівнем моря.

## Опис
Рослина, розгалужена від основи, стебло до 60 см, листя 15-20x5 см, тм'яно-сіро-зелені, покриті білими плямами, особливо на нижній поверхні. Бурі зубці на ребрах листя завдовжки 20 мм, 4-5 мм один від одного. Суцвіття 30-40 см, розгалужені на 2 — 3 гілки, головчаста волоть, квіти помаранчеві, червоні.

## Варитети
Є варитет з повзучим, більш дрібним листям, маргінальні зубці більш насичені (Aloe andongensis var. repens L.C.Leach). Дуже мінливий вид.